# Barrabás (novela)
Barrabás es una novela escrita por Pär Lagerkvist. La novela se basa en el pasaje bíblico de la liberación del famoso rebelde Barrabás en lugar de Jesucristo por motivo de la Pascua judía.  
 El escritor escandinavo, ganador del premio de  la Academia, imagina la vida del subversivo después de su liberación: Barrabás cree que fue salvado para difundir el mensaje de Jesús, pero en su lucha religiosa no entiende el por·qué de las persecuciones ni el desinterés de Dios por evitarlas. El exconvicto busca desesperadamente una fe, pero permanece atrapado en su propia realidad. Aquí retrata la alienación del hombre en un mundo sin Dios. 

La obra fue llevada con el mismo nombre a la gran pantalla por primera vez en 1953 dirigida por el cineasta sueco Alf Sjöberg con la actuación de Ulf Palme en el papel de Barrabás, y posteriormente una versión más internacional en 1962, con Anthony Quinn de protagonista bajo la dirección de R.O.Fleischer.

## Recepción
Barrabás tuvo un éxito de ventas inmediato y enorme en Suecia y fue traducida rápidamente a al menos diez idiomas. El crítico francés Marcel Brion escribió en Le Monde el 7 de diciembre de 1950: “No se puede dudar del valor humano sin precedentes y de la importancia universal de este libro”. Unos meses más tarde, otro crítico de la misma publicación también elogió la novela, diciendo: “Rara vez nos encontramos cara a cara con una obra de tanta profundidad y brillantez como ésta”. La novela provocó un debate entre los críticos suecos sobre cuestiones religiosas, como la creencia, la duda y la cuestión del sufrimiento en el cristianismo. Algunos críticos la analizaron a la luz de las heridas existenciales causadas por la Segunda Guerra Mundial.